# 和田一浩
和田 一浩（わだ かずひろ、1972年6月19日 - ）は、岐阜県岐阜市出身の元プロ野球選手（外野手・捕手、右投右打）、プロ野球コーチ、日本プロ野球名球会理事、野球解説者、タレント。マネジメント契約先はスポーツビズ。
愛称は同姓の演出家・和田勉にちなんだ「ベンちゃん」、さらにそれが転じた「ビッグベン」など。ナゴヤドームの外野スタンドで掲げられている横断幕には「輝く男」という文字が入っていた。アテネオリンピック野球の銅メダリスト。

## 経歴

### プロ入り前
本籍地は母親の出身地である岐阜県郡上郡高鷲村（現：郡上市）で、出身地は岐阜市鷺山。岐阜市立鷺山小学校3年次にスポーツ少年団に入り、岐阜市立青山中学校を経て、県立岐阜商業高校（県岐商）では2年時に控え捕手として第61回選抜高等学校野球大会・第71回全国高等学校野球選手権大会に出場した。
高校卒業後、東北福祉大学に進学し、仙台六大学野球連盟のリーグ戦では4年間で首位打者1回、ベストナイン3回を獲得する。4年時には主将となり、春のリーグMVP（2年秋にも）に輝いた。同期に青栁博文がいる。主将を務めていた4年時の1994年には四番打者を打ち、守備・リード面も良かったことからプロ球団から注目を集め、同年のNPBドラフト会議では指名候補に挙がったが、指名されることはなかった。
大学卒業後は社会人野球の神戸製鋼に入社。大学の1年後輩である門倉健は「和田さんは、僕が打たれても代わりに監督に怒られてくれる懐の深い先輩だった。当時から打撃は天才的で強肩。それでもプロから声がかからず、社会人を経由した。あのクラスでもプロに行けないのかと愕然とした」という。都市対抗野球には1年目は補強で出場し本塁打を放つ、2年目は4番を打って前年と同様に谷中真二（西武へ同期入団）とのバッテリーで初戦プリンスホテルに7回コールド完封勝利。
社会人通算で打率.429、9本塁打、21盗塁の成績を残し、1996年11月21日のNPBドラフト会議で西武ライオンズから4位指名を受け、契約金8000万円、年俸1200万円で入団に合意した。背番号は22。

### 西武時代
1997年の西武には正捕手だった伊東勤がいたため、主に代打として起用された。17試合に出場し、打率.190、2打点だった。
1998年は打力を活かすため外野手にも挑戦し、8月4日の近鉄バファローズ戦（大阪ドーム）ではプロ初本塁打を記録した。日本シリーズにも初出場した。
2000年に出場機会が増え、規定打席未満ながら打率.306を記録。9月9日には初の4番を任され、9番以外の全打順でスタメン出場。守備位置は捕手9試合、一塁手15試合、外野手18試合、指名打者12試合と、徐々に捕手から外野手へとシフトしていった。またこの年に、同じく西武の捕手だった中嶋聡が、捕手らしい背番号を欲しており、入団以来背番号「22」だった和田は当時中嶋がつけていた一桁の「5」と背番号を交換。以降引退まで同番号を背負うことになる。
2001年は、監督の東尾修に「次世代を担うバッテリー」として松坂大輔と開幕戦でスタメン起用され、その後も松坂と7回にわたってバッテリーを組んだ。打撃も好調で一気に16本塁打、規定打席未満ながら打率.306を記録した。守備位置はまだ捕手と外野手で一定せず、打順も2番と4番以外全てに起用された。9月24日の近鉄最終戦で松坂大輔がタフィ・ローズに55号本塁打、中村紀洋に逆転サヨナラ2点本塁打を打たれた試合で捕手として出場していた。
2002年、新たに監督に就任した伊原春樹が前年のキャンプ迎えにあたって、伊原から「キャッチャーミットは持ってこなくていいから。」と言われ、「和田は同年、25試合にマスクをかぶっていたが優しい性格をしており、私は捕手には向いていないように感じていた。一方、打撃は.306、16本塁打、34打点をこの年に挙げていたことからもわかるように光るものがあった。捕手よりも負担の少ない外野にすれば、打撃が生きるだろうと考えたのだ。」と述べている。外野手一本に絞り、「5番・左翼手」のレギュラーに定着。故障離脱があったが、30歳にして初めて規定打席に到達し、打率.319、33本塁打、81打点という成績を残し、優勝に貢献した。指名打者部門で初のベストナインを受賞。しかし読売ジャイアンツとの日本シリーズでは15打数0安打と低迷し、「逆シリーズ男」とされた。結果的にチームは巨人にストレートの4連敗で敗退し、自身の不振が響くことになった。
2003年から4年連続で外野手部門でベストナインを受賞。
2004年は開幕から約3か月間、故障中のアレックス・カブレラに代わって4番打者を務める。4月11日の対大阪近鉄バファローズ戦（西武ドーム）で6-6の同点で迎えた9回一死満塁の打席でヘクター・カラスコから自身初のサヨナラ本塁打及び満塁本塁打であるサヨナラ満塁本塁打を放った。5月30日の対北海道日本ハムファイターズ戦（函館市千代台公園野球場）で芝草宇宙から満塁本塁打を放ち、通算100本塁打を達成。6月29日の対近鉄戦（西武ドーム）では両者無得点で迎えた延長10回一死満塁の打席で吉川勝成からサヨナラ安打を放った。シーズン中にはアテネオリンピック野球日本代表に選出され、33打数11安打、打率.333の成績を残す。9月12日の対オリックス・ブルーウェーブ戦（西武ドーム）で1回一死満塁の打席で具臺晟からシーズン3本目となる満塁本塁打を放った。同年からパシフィック・リーグで開催されたプレーオフでは、日本ハムとの第1ステージ第3戦で5-5の同点で迎えた9回無死無走者の打席で横山道哉からサヨナラ本塁打、ダイエーとの第2ステージ第2戦で6回に吉武真太郎から満塁本塁打を放った。さらに中日ドラゴンズとの日本シリーズでは、打率.310、4本塁打、6打点で西武の12年ぶりの日本一に貢献し、優秀選手に選ばれた。彩の国功労賞を受賞した。
2005年はシーズン打率.322で初の個人タイトルとなる首位打者を獲得。同時に153安打で最多安打のタイトルも獲得した。パ・リーグの右打者による首位打者獲得は1993年の辻発彦（西武）以来12年ぶりだった。11月3日に静岡草薙球場で行なわれたパ・リーグオールスター東西対抗戦では7回表に中前に勝ち越し適時打を放つなど2安打2打点の活躍で最優秀選手に選ばれた。
2006年は開幕前の3月に開催された第1回ワールド・ベースボール・クラシック(WBC)の日本代表に選出された。同大会では大会期間中に尿管結石を発症するなど体調を崩し、1次リーグでの代打起用のみに終わった。シーズンでは打率.298で5年連続打率3割はならず、本塁打も19本に終わったものの、自己最多の95打点を記録した。また、チームメイトの赤田将吾と並んでリーグ最多補殺を記録した。
2007年9月8日の日本ハム戦で吉川光夫から安打を放ち、通算1,000安打を達成。前年より打率を上げてリーグ3位の打率.315を記録。本塁打はレギュラー定着後最低の18本、打点は前年の約半分の49（9月半ば頃まで打率.239の細川亨より打点が低かった）に終わった。同年に初取得したFA権を行使した。

### 中日時代
2007年12月9日に中日ドラゴンズとの入団交渉を行い、地元の岐阜に最も近い球団ということもあり、本人曰く「幼いころからの憧れの球団」である中日への移籍を数分で即決。推定年俸2億8000万円プラス出来高の3年契約で合意。背番号は西武時代と同じ「5」に決定した。
2008年は広島東洋カープとの開幕3連戦では安打を打てなかったが、4月1日からの巨人3連戦（東京ドーム）では、初戦で移籍後初安打、2戦目（4月2日）で内海哲也から移籍後初打点、3戦目（4月3日）で金刃憲人から移籍後初本塁打を記録した。4月11日の広島戦（広島市民球場）では、1回に先制の満塁本塁打、5回に追加点となる3点本塁打を放ち7打点を挙げ、1試合における自己最多打点を更新した。5月17日の横浜ベイスターズ戦（ナゴヤドーム）で通算1000試合出場を達成。翌日の同カードでは移籍後初となるサヨナラ適時打を放った。セ・パ交流戦開幕前の時点で打率.308、32打点（チーム1位）を記録していた。
交流戦に入ってからは中日打線がチーム打率1割台と低迷していた一方で自身は打撃好調だったことから、5月29日のオリックス戦（ナゴヤドーム）ではタイロン・ウッズに代わって移籍後初めて4番打者を任され、2安打を放った。その後16打席無安打と不振に陥った時期はあったものの、交流戦では打率.344（チーム1位、全体では12位）、3本塁打、12打点を記録した。7月は11日の東京ヤクルトスワローズ戦（ナゴヤドーム）で負傷交代した影響で2試合欠場した試合があったが、26日の阪神タイガース戦（阪神甲子園球場）から前半戦終了まで再び4番打者を任された。前半戦終了時点で打率.327、12本塁打を記録していた。また、監督推薦選手としてオールスターゲームに選ばれ、7月31日の第1戦（京セラドーム大阪）で7回表に代打で勝ち越し適時打を放った。8月1日の第2戦（横浜スタジアム）では5番・左翼手としてスタメン出場し、5打数2安打を記録した。
シーズン終盤は打撃不振に陥り、打撃フォームの手直しに取り組むこともあったが、最終的に打率.302、16本塁打、74打点でシーズンを終えた。クライマックスシリーズでは、第2ステージ第3戦の4回に逆転の2点本塁打を放った。オフに推定年俸2億8000万円（現状維持）で契約更改。
2009年は4月3日の横浜との開幕戦（ナゴヤドーム）で1試合2本塁打と最高のスタートを切り、4月25日の巨人戦でプロ通算200号本塁打を、かつての同僚である豊田清から放った。5月12日の東京ヤクルトスワローズ戦で地元岐阜の長良川球場で初の本塁打を放ち故郷に錦を飾った。6月21日のオリックス・バファローズ戦で平野佳寿から先制の満塁本塁打を放った打席で通算4000打数に到達し、通算打率にランクイン。この時点で川上哲治や、当時の落合博満監督をも上回る通算打率.315で、歴代6位・日本人右打者最高となった。6月には打率.415、6本塁打、15打点の成績で、2度目の月間MVPをチームメイトの川井雄太と共に受賞した（川井の投げる日は3試合連続本塁打、打率4割と相性が良かった）。交流戦では打率4割、7本塁打（ともに2位）と好調だった。7月15日には4年ぶりの20本塁打と自己最多ペースで本塁打を量産し、9月15日には10回表に永川勝浩から決勝の3試合連続本塁打を打った。打率.302で7度目の3割を記録し、29本塁打、87打点、出塁率.382と前年より大きく成績を上回り、打撃主要部門全てでリーグトップ10に入った。守備面でも12補殺を記録し、2年連続セ･リーグ最多補殺に輝いた。また、この年初めてシーズン全試合に出場した。
2010年も前年に続き、2年連続でシーズン全試合に出場し、首位打者争いは青木宣親に敗れたが、最終的に打率.339・37本塁打・93打点とチーム三冠、自己最多本塁打の活躍でチームの4年ぶりの優勝に大きく貢献した。同年の37本塁打は自己最多かつ中日移籍後では唯一の30本塁打以上だが、本拠地をナゴヤドームに移転した1997年以降では中日の日本人選手としては最多記録かつ2003年・2006年の福留孝介以来2人目で、2022年時点では和田が最後である。クライマックスシリーズ第2ステージの巨人との試合では、第4戦に9回裏3-3の場面でサヨナラ安打を放ち、シリーズMVPに輝いた。同年のロッテとの日本シリーズでは、7試合で29打数12安打1本塁打6打点と活躍。チームは2勝4敗1分で敗れたが、敢闘選手賞を受賞した。また、自身初となるシーズンMVP及び自身6度目・中日移籍後は初となるベストナイン（外野手部門）に選出された。11月24日の契約更改で、新たに3年総額12億円で契約を結んだ。なお、この年はレガースの未装着と自打球の直撃が重なり、骨折してしまうもフル出場を重ねている。
2011年に独特な打撃フォームの腰への負担を考慮した監督の落合博満からのアドバイスにより、春季キャンプでオープンスタンスからスクエアスタンスへの打撃フォーム改造を敢行する。しかし、打撃フォームの改造に加え、統一球の影響や視力低下もあって調子を落とし、年間を通じて成績は打率.232、12本塁打、54打点と低迷した。特に打率は西武時代にレギュラーに定着して以来、最低であった。また、シーズン終盤には前述の視力低下などの理由から、中日入りして初めて二軍落ちを経験した。ソフトバンクとの日本シリーズでは3勝4敗で敗れ、第7戦攝津正から三振を喫し最後の打者になっている。同シリーズでは優秀選手賞に選ばれた。
2012年に前年の成績低迷により、前監督の落合と二人三脚で改造したスクエアスタンスの打撃フォームをオープンスタンスぎみに修正した。2年ぶりに全試合出場を果たしたものの、最終的に本塁打は9本に終わり、12年ぶりに2桁に届かなかった。
2013年は打率.275と前年を下回り、この年で2011年からの3年契約が満了し、11月6日に8000万円減となる推定年俸2億5000万円で契約を更改した。
2014年4月8日の対ヤクルト戦（ナゴヤドーム）にてプロ通算300号本塁打を放ち、41歳9か月での300本塁打達成は史上最年長となり、大学卒業から社会人を経てプロ入りした選手としては史上初の記録となった。7月1日の対DeNA戦で42歳としては史上7人目のシーズン2桁本塁打を記録。7月は猛打賞4回を含む打率.397、7本塁打、21打点の活躍で月間MVPを受賞した。しかし、8月6日の対広島戦（ナゴヤドーム）でブライアン・バリントンが投じた抜け球が右手に直撃し右手舟状骨を骨折。ギプスで4 - 6週間固定が必要となり、結局2000安打まで15本残しシーズンを終えることになった。
2015年6月11日の対ロッテ戦（QVCマリンフィールド）で、1回表に左前適時打、2回表に植松優友から左翼線への安打を放ち、2,000安打を達成した。これは史上45人目、史上最年長42歳11か月での達成となった。大学卒業と社会人経験を経てプロ入りした選手の2,000安打達成は古田敦也、宮本慎也に次いで3人目で、20代で一度も規定打席に到達しなかったり、34歳までに1,000安打達成がなかった場合では初。また、現役で2,000安打達成選手が同一球団に3人（和田、谷繁元信、小笠原道大）いるのもプロ野球史上初となった。8月15日の対巨人戦（ナゴヤドーム）において、大杉勝男、落合に次ぐ史上3人目のセ・パ両リーグ1,000安打と同時に、大杉、金本知憲、谷繁に次ぐ史上4人目となる2球団での1,000安打を達成する。9月12日に今シーズン限りで現役を引退することが中日新聞などより報道され、9月19日にナゴヤドーム内で正式に記者会見を開き、現役を引退することを表明した。9月3日に落合ゼネラルマネージャー（GM）から翌年の契約を行わない旨を明かされたという。9月24日の阪神戦で引退試合が行われ、2回に阪神先発の秋山拓巳から放った通算2050本目の安打が、現役生活最後の安打になった。その後、谷繁兼任監督の左前打で先制のホームを踏んだ。試合後はマウンド付近で、背番号と同じ5度ナインに胴上げされ、ナゴヤドームに惜別の拍手と歓声が響く中、4人の子供たちから花束を受け取った。11月30日付で、日本野球機構（NPB）から任意引退選手として公示された。

### 引退後
2016年からはNHKの野球解説者、日刊スポーツの野球評論家として活動する。また、4月からは「スタイルプラス」（東海テレビ）にもタレントとして出演。
また、プロ野球OBが対戦する「サントリードリームマッチ」では、佐野慈紀、小田幸平らと「ピッカリ芸」を見せるのがお約束となっている。
2018年オフに阪神タイガースが打撃コーチとして招聘するプランがあったが、実現しなかった。
2021年7月からは社会人野球のJR東海の臨時コーチに就任。
同年8月7日に東京オリンピックの野球で日本代表がロサンゼルス大会以来37年ぶりの金メダルを獲得した際には、試合後のNHKにおける中継でコメントを求められると「色んな人たちが、受け継いできたんですかね。そういったものが...、（形になって）よかったかなと思います」と感極まって言葉に詰まる様子をみせ、SNS上でも話題となった。
2022年10月13日、中日ドラゴンズの一軍打撃コーチに就任することが発表された。
2024年10月6日、中日を同年限りで退団することが発表された。
2025年、オイシックス新潟アルビレックス・ベースボール・クラブの「ベンター」（愛称の「ベン」と「メンター」をかけた造語）として、春季キャンプの臨時コーチとコーチングアドバイザーに就任。シーズン中は同球団のホームゲームにおいて、盛り上げ役としてイベントに出演する。その傍ら、同年からNHKの野球解説者に復帰する。

## 選手としての特徴

### 打撃
バットを上段に構えて上下に揺らし、極端なオープンスタンスから左足を高く上げ、全身を回転させるようにしてバットを背中の後ろまで一気に振り抜く、独特のフォームから弾き出す安定した打撃が特徴。いわゆる「掬い上げ打法」。中日移籍後から2010年までの通算の対右打率.315を残しており、左投手に対しても.310と左右を苦にしない上に目立った苦手コースも無く、独特の打撃フォームも手伝って右方向への打球が非常に良く伸びる。本人は「軸足に10割」「右半身に感覚を集中」と引退後に説明しており、摺り足打法も試したこともあったが、体重が前足に乗って突っ込んでしまうのでやめたという。
背筋の強さと右手の押し込みにより、ボールをかなり引きつけても詰まらずに強い打球を放つことができる。スイングの後は腰が落ちたような形になるので、ライト方向への長打を打ったのに三塁線へのファウルボールを打ったように見えることもあり、最後まで振り切るフォームであることとあまり足が速くないことから併殺打は多い。本人によるとこの打撃フォームは「テニスのフォアハンドを参考にしている」という。
2011年には落合監督にアドバイスされ、二人三脚で腰への負担を考慮したスクエアスタンスへの変更にも取り組んだ。しかし、成績は大きく落ち込み、落合監督が退任した後、オープンスタンスに戻すことになったが、完全に戻したわけではない。
300本以上の本塁打を記録した強打者であるが、本人は「ホームランバッターではない」と語っている。本人曰く、「本塁打打者は打ち損じがヒット。僕の場合はヒットの延長がホームラン」。
また長打力のある選手にしては三振が少なく、年間で30本以上4回を含む25本以上6回の本塁打数を記録しながら3桁の三振を喫したことが1度も無く、通算でも3桁の938三振に止まっている。古田敦也の公式YouTubeチャンネルで2021年5月に「ホームランを打ちたいけどホームランを打てるボールが来るとは限らず、色んなボールが来て打ったらヒットだった」というケースが多かったと語っている。同時にオープンスタンスのフォームについて、土井正博から「お前は開く癖があるから、これ以上開けないように最初から開け」と教えられたものであると説明した。

#### 大器晩成
NPB通算2050安打のうち、20歳代で記録した安打数は149本で、残りの1901安打は30歳代以降に記録したものであることから、「大器晩成」タイプの選手と評されている。これは25歳と遅めでプロ入りしたのと、最初の数年は控え捕手だったためである。

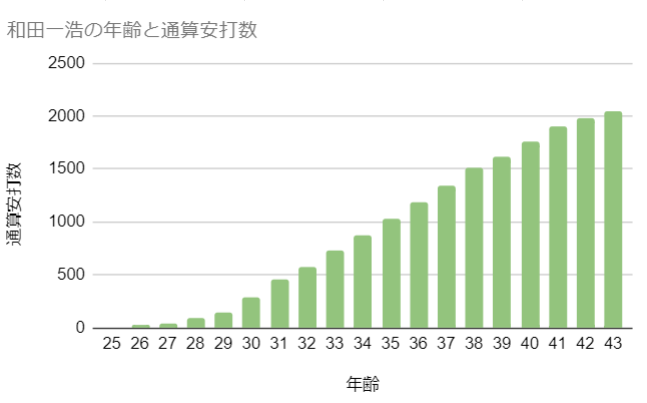
和田一浩の年齢と通算安打数

| シーズン | 年数 | 年齢 | 年別安打数 | 通算安打数 |
| -------- | ---- | ---- | ---------- | ---------- |
| 1997年   | 1    | 25   | 4          | 4          |
| 1998年   | 2    | 26   | 17         | 21         |
| 1999年   | 3    | 27   | 13         | 34         |
| 2000年   | 4    | 28   | 52         | 86         |
| 2001年   | 5    | 29   | 63         | 149        |
| 2002年   | 6    | 30   | 140        | 289        |
| 2003年   | 7    | 31   | 162        | 451        |
| 2004年   | 8    | 32   | 126        | 577        |
| 2005年   | 9    | 33   | 153        | 730        |
| 2006年   | 10   | 34   | 144        | 874        |
| 2007年   | 11   | 35   | 158        | 1032       |
| 2008年   | 12   | 36   | 157        | 1189       |
| 2009年   | 13   | 37   | 156        | 1345       |
| 2010年   | 14   | 38   | 171        | 1516       |
| 2011年   | 15   | 39   | 103        | 1619       |
| 2012年   | 16   | 40   | 145        | 1764       |
| 2013年   | 17   | 41   | 136        | 1900       |
| 2014年   | 18   | 42   | 85         | 1985       |
| 2015年   | 19   | 43   | 65         | 2050       |

### 守備
2002年シーズンに和田を外野手に固定させた伊原は、捕手としての和田について後に「性格が良く、相手打者の裏をつくリードが出来なかった。それでは1シーズン通してでは問題がある」と語っている。左翼手として得点換算で高い数値を記録している。また送球については、送球を受けることが多かった捕手の谷繁元信が「上品な球」と評するような綺麗な球筋の送球をするという。「上品な球」を投げられる理由について、和田は「肩が強くないので、スピンの効いた球を投げないと球が沈んでしまう」と説明している。

## 人物
既婚で、5児の父親である。
趣味は、釣り、ゴルフ。

## 詳細情報

### 年度別打撃成績
| 年 度      | 球 団      | 試 合 | 打 席 | 打 数 | 得 点 | 安 打 | 二 塁 打 | 三 塁 打 | 本 塁 打 | 塁 打 | 打 点 | 盗 塁 | 盗 塁 死 | 犠 打 | 犠 飛 | 四 球 | 敬 遠 | 死 球 | 三 振 | 併 殺 打 | 打 率 | 出 塁 率 | 長 打 率 | O P S |
| ---------- | ---------- | ----- | ----- | ----- | ----- | ----- | -------- | -------- | -------- | ----- | ----- | ----- | -------- | ----- | ----- | ----- | ----- | ----- | ----- | -------- | ----- | -------- | -------- | ----- |
| 1997       | 西武       | 17    | 22    | 21    | 2     | 4     | 1        | 0        | 0        | 5     | 2     | 0     | 0        | 1     | 0     | 0     | 0     | 0     | 4     | 0        | .190  | .190     | .238     | .429  |
| 1998       | 西武       | 36    | 57    | 51    | 8     | 17    | 2        | 0        | 3        | 28    | 8     | 3     | 1        | 2     | 0     | 4     | 0     | 0     | 11    | 3        | .333  | .382     | .549     | .931  |
| 1999       | 西武       | 20    | 53    | 48    | 5     | 13    | 2        | 1        | 0        | 17    | 3     | 3     | 0        | 1     | 1     | 3     | 0     | 0     | 8     | 1        | .271  | .308     | .354     | .662  |
| 2000       | 西武       | 55    | 189   | 170   | 20    | 52    | 10       | 0        | 1        | 65    | 24    | 9     | 2        | 0     | 3     | 15    | 0     | 1     | 17    | 6        | .306  | .360     | .382     | .742  |
| 2001       | 西武       | 82    | 236   | 206   | 36    | 63    | 7        | 2        | 16       | 122   | 34    | 5     | 5        | 5     | 2     | 23    | 2     | 0     | 23    | 6        | .306  | .372     | .592     | .965  |
| 2002       | 西武       | 115   | 472   | 439   | 64    | 140   | 25       | 2        | 33       | 268   | 81    | 5     | 3        | 2     | 3     | 27    | 3     | 1     | 74    | 14       | .319  | .357     | .610     | .968  |
| 2003       | 西武       | 126   | 540   | 468   | 87    | 162   | 34       | 5        | 30       | 296   | 89    | 8     | 5        | 0     | 3     | 66    | 1     | 3     | 46    | 10       | .346  | .428     | .632     | 1.060 |
| 2004       | 西武       | 109   | 473   | 394   | 79    | 126   | 21       | 1        | 30       | 239   | 89    | 6     | 2        | 0     | 4     | 71    | 12    | 4     | 59    | 14       | .320  | .425     | .607     | 1.032 |
| 2005       | 西武       | 129   | 542   | 475   | 80    | 153   | 32       | 3        | 27       | 272   | 69    | 3     | 3        | 0     | 5     | 60    | 5     | 2     | 66    | 17       | .322  | .397     | .573     | .969  |
| 2006       | 西武       | 131   | 566   | 484   | 72    | 144   | 34       | 2        | 19       | 239   | 95    | 3     | 3        | 0     | 4     | 78    | 9     | 0     | 84    | 14       | .298  | .392     | .494     | .886  |
| 2007       | 西武       | 138   | 548   | 501   | 77    | 158   | 23       | 1        | 18       | 237   | 49    | 7     | 1        | 0     | 2     | 42    | 2     | 3     | 65    | 22       | .315  | .370     | .473     | .843  |
| 2008       | 中日       | 136   | 560   | 520   | 60    | 157   | 34       | 4        | 16       | 247   | 74    | 1     | 2        | 0     | 4     | 34    | 0     | 2     | 71    | 16       | .302  | .345     | .475     | .820  |
| 2009       | 中日       | 144   | 592   | 517   | 73    | 156   | 24       | 4        | 29       | 275   | 87    | 5     | 2        | 0     | 5     | 68    | 2     | 2     | 56    | 16       | .302  | .382     | .532     | .914  |
| 2010       | 中日       | 144   | 602   | 505   | 94    | 171   | 29       | 2        | 37       | 315   | 93    | 5     | 0        | 0     | 5     | 92    | 7     | 0     | 77    | 12       | .339  | .437     | .624     | 1.061 |
| 2011       | 中日       | 131   | 522   | 444   | 49    | 103   | 24       | 4        | 12       | 171   | 54    | 6     | 3        | 0     | 4     | 72    | 6     | 2     | 64    | 12       | .232  | .339     | .385     | .724  |
| 2012       | 中日       | 144   | 586   | 508   | 52    | 145   | 32       | 2        | 9        | 208   | 63    | 2     | 0        | 0     | 6     | 71    | 1     | 1     | 72    | 14       | .285  | .370     | .409     | .780  |
| 2013       | 中日       | 142   | 581   | 495   | 63    | 136   | 21       | 2        | 18       | 215   | 76    | 2     | 2        | 0     | 7     | 77    | 1     | 2     | 63    | 26       | .275  | .370     | .434     | .804  |
| 2014       | 中日       | 90    | 356   | 302   | 40    | 85    | 12       | 2        | 16       | 149   | 65    | 2     | 1        | 0     | 5     | 45    | 1     | 4     | 38    | 11       | .281  | .376     | .493     | .870  |
| 2015       | 中日       | 79    | 234   | 218   | 16    | 65    | 8        | 0        | 5        | 88    | 26    | 1     | 0        | 0     | 0     | 14    | 0     | 2     | 40    | 9        | .298  | .346     | .404     | .750  |
| 通算：19年 | 通算：19年 | 1968  | 7731  | 6766  | 977   | 2050  | 375      | 37       | 319      | 3456  | 1081  | 76    | 35       | 11    | 63    | 862   | 52    | 29    | 938   | 223      | .303  | .381     | .511     | .892  |

- 各年度の太字はリーグ最高

### WBCでの打撃成績
| 年 度 | 代 表 | 試 合 | 打 席 | 打 数 | 得 点 | 安 打 | 二 塁 打 | 三 塁 打 | 本 塁 打 | 塁 打 | 打 点 | 盗 塁 | 盗 塁 死 | 犠 打 | 犠 飛 | 四 球 | 敬 遠 | 死 球 | 三 振 | 併 殺 打 | 打 率 | 出 塁 率 | 長 打 率 |
| ----- | ----- | ----- | ----- | ----- | ----- | ----- | -------- | -------- | -------- | ----- | ----- | ----- | -------- | ----- | ----- | ----- | ----- | ----- | ----- | -------- | ----- | -------- | -------- |
| 2006  | 日本  | 2     | 2     | 2     | 0     | 0     | 0        | 0        | 0        | 0     | 0     | 0     | 0        | 0     | 0     | 0     | 0     | 0     | 1     | 0        | .000  | .000     | .000     |

### 年度別守備成績
| 年 度 | 球 団 | 捕手  | 捕手  | 捕手  | 捕手  | 捕手  | 捕手     | 捕手  | 捕手     | 捕手     | 捕手     | 捕手     | 一塁  | 一塁  | 一塁  | 一塁  | 一塁  | 一塁     | 外野  | 外野  | 外野  | 外野  | 外野  | 外野     |
| 年 度 | 球 団 | 試 合 | 刺 殺 | 補 殺 | 失 策 | 併 殺 | 守 備 率 | 捕 逸 | 企 図 数 | 許 盗 塁 | 盗 塁 刺 | 阻 止 率 | 試 合 | 刺 殺 | 補 殺 | 失 策 | 併 殺 | 守 備 率 | 試 合 | 刺 殺 | 補 殺 | 失 策 | 併 殺 | 守 備 率 |
| ----- | ----- | ----- | ----- | ----- | ----- | ----- | -------- | ----- | -------- | -------- | -------- | -------- | ----- | ----- | ----- | ----- | ----- | -------- | ----- | ----- | ----- | ----- | ----- | -------- |
| 1997  | 西武  | 14    | 42    | 6     | 1     | 2     | .980     | 1     | 7        | 5        | 2        | .286     | -     | -     | -     | -     | -     | -        | -     | -     | -     | -     | -     | -        |
| 1998  | 西武  | 18    | 57    | 6     | 0     | 2     | 1.000    | 0     | 2        | 2        | 0        | .000     | -     | -     | -     | -     | -     | -        | 13    | 10    | 0     | 0     | 0     | 1.000    |
| 1999  | 西武  | 8     | 42    | 1     | 0     | 0     | 1.000    | 0     | 2        | 2        | 0        | .000     | -     | -     | -     | -     | -     | -        | 7     | 5     | 0     | 0     | 0     | 1.000    |
| 2000  | 西武  | 8     | 20    | 2     | 1     | 1     | .957     | 0     | 5        | 4        | 1        | .200     | 15    | 102   | 14    | 1     | 8     | .991     | 19    | 24    | 1     | 2     | 1     | .926     |
| 2001  | 西武  | 25    | 128   | 10    | 2     | 2     | .986     | 3     | 12       | 8        | 4        | .333     | 1     | 0     | 0     | 0     | 0     | ----     | 45    | 52    | 3     | 0     | 1     | 1.000    |
| 2002  | 西武  | -     | -     | -     | -     | -     | -        | -     | -        | -        | -        | -        | -     | -     | -     | -     | -     | -        | 62    | 92    | 4     | 1     | 0     | .990     |
| 2003  | 西武  | -     | -     | -     | -     | -     | -        | -     | -        | -        | -        | -        | -     | -     | -     | -     | -     | -        | 120   | 195   | 9     | 4     | 3     | .981     |
| 2004  | 西武  | -     | -     | -     | -     | -     | -        | -     | -        | -        | -        | -        | -     | -     | -     | -     | -     | -        | 107   | 173   | 2     | 0     | 0     | 1.000    |
| 2005  | 西武  | -     | -     | -     | -     | -     | -        | -     | -        | -        | -        | -        | -     | -     | -     | -     | -     | -        | 128   | 251   | 5     | 3     | 1     | .988     |
| 2006  | 西武  | -     | -     | -     | -     | -     | -        | -     | -        | -        | -        | -        | -     | -     | -     | -     | -     | -        | 122   | 213   | 10    | 2     | 1     | .991     |
| 2007  | 西武  | -     | -     | -     | -     | -     | -        | -     | -        | -        | -        | -        | -     | -     | -     | -     | -     | -        | 102   | 195   | 8     | 3     | 1     | .985     |
| 2008  | 中日  | -     | -     | -     | -     | -     | -        | -     | -        | -        | -        | -        | -     | -     | -     | -     | -     | -        | 135   | 228   | 11    | 3     | 2     | .988     |
| 2009  | 中日  | -     | -     | -     | -     | -     | -        | -     | -        | -        | -        | -        | -     | -     | -     | -     | -     | -        | 144   | 216   | 12    | 2     | 3     | .991     |
| 2010  | 中日  | -     | -     | -     | -     | -     | -        | -     | -        | -        | -        | -        | -     | -     | -     | -     | -     | -        | 138   | 228   | 8     | 0     | 1     | 1.000    |
| 2011  | 中日  | -     | -     | -     | -     | -     | -        | -     | -        | -        | -        | -        | -     | -     | -     | -     | -     | -        | 128   | 182   | 10    | 1     | 2     | .995     |
| 2012  | 中日  | -     | -     | -     | -     | -     | -        | -     | -        | -        | -        | -        | -     | -     | -     | -     | -     | -        | 142   | 210   | 3     | 1     | 0     | .995     |
| 2013  | 中日  | -     | -     | -     | -     | -     | -        | -     | -        | -        | -        | -        | -     | -     | -     | -     | -     | -        | 139   | 207   | 6     | 3     | 0     | .986     |
| 2014  | 中日  | -     | -     | -     | -     | -     | -        | -     | -        | -        | -        | -        | -     | -     | -     | -     | -     | -        | 78    | 110   | 2     | 2     | 0     | .982     |
| 2015  | 中日  | -     | -     | -     | -     | -     | -        | -     | -        | -        | -        | -        | -     | -     | -     | -     | -     | -        | 53    | 76    | 0     | 1     | 0     | .987     |
| 通算  | 通算  | 73    | 289   | 25    | 4     | 7     | .987     | 4     | 28       | 21       | 7        | .250     | 16    | 102   | 14    | 1     | 8     | .991     | 1682  | 2667  | 94    | 28    | 16    | .990     |

- 各年度の太字はリーグ最高

### タイトル
- 首位打者：1回（2005年）
- 最高出塁率：1回（2010年）
- 最多安打：1回（2005年）

### 表彰
- 最優秀選手：1回（2010年）
- ベストナイン：6回（DH部門：2002年、外野手部門：2003年 - 2006年、2010年）
- 月間MVP：3回（打者部門：2006年8月、2009年6月、2014年7月）
- JA全農Go・Go賞：4回（好捕賞：2007年7月 強肩賞：2006年9月、2008年9月、2009年9月）
- スカパー! ドラマティック・サヨナラ賞年間大賞：1回（2012年）
- 月間サヨナラ賞：1回（2012年6月）
- 「ジョージア魂」賞：1回（2010年度第6回）
- オールスターゲーム新人賞（2003年）
- オールスターゲーム優秀選手賞：1回（2005年第1戦）
- クライマックスシリーズMVP：1回（2010年）
- 日本シリーズ敢闘選手賞：1回（2010年）
- 日本シリーズ優秀選手賞：2回（2004年、2011年）
- セ・リーグ連盟特別表彰：1回（功労賞：2015年）
- ベスト・ファーザー イエローリボン賞 in 「プロ野球部門」（2010年）
- 埼玉県 彩の国スポーツ功労賞：1回（2004年） ※アテネオリンピック野球日本代表としての、8番・指名打者で出場したキューバ戦の本塁打などで貢献した銅メダル獲得の功績を評価されて
- 所沢市特別顕彰：2回（2004年、2006年） ※アテネオリンピック野球日本代表、第1回WBC日本代表のチームメンバーとして[106]
- 岐阜市民栄誉賞（2005年[107]）※アテネオリンピック野球日本代表のチームメンバーとして

### 記録
初記録
- 初出場：1997年4月30日、対近鉄バファローズ5回戦（大阪ドーム）、8回表に伊東勤の代打として出場
- 初安打：1997年5月7日、対福岡ダイエーホークス3回戦（福岡ドーム）、7回表に倉野信次から
- 初二塁打：1997年5月23日、対日本ハムファイターズ10回戦（東京ドーム）、9回表に下柳剛から
- 初先発出場：1997年5月27日、対千葉ロッテマリーンズ10回戦（千葉マリンスタジアム）、8番・捕手として先発出場
- 初打点：1997年10月5日、対福岡ダイエーホークス26回戦（西武ライオンズ球場）、4回裏に斉藤和巳から
- 初盗塁：1998年8月1日、対福岡ダイエーホークス16回戦（福岡ドーム）、11回表に三盗（投手：吉田修司、捕手：内之倉隆志）
- 初本塁打：1998年8月4日、対近鉄バファローズ17回戦（大阪ドーム）、8回表にロブ・マットソンから左越2ラン

節目の記録
- 100本塁打：2004年5月30日、対北海道日本ハムファイターズ11回戦（函館市千代台公園野球場）、10回表に芝草宇宙から右中間へ決勝満塁本塁打 ※史上233人目[21]
- 150本塁打：2006年7月4日、対福岡ソフトバンクホークス9回戦（福岡Yahoo! JAPANドーム）、2回表に和田毅からソロ ※史上142人目
- 1000安打：2007年9月8日、対北海道日本ハムファイターズ23回戦（札幌ドーム）、2回表に吉川光夫から左前安打 ※史上247人目
- 1000試合出場：2008年5月17日、対横浜ベイスターズ7回戦（ナゴヤドーム）、5番・左翼手として先発出場 ※史上427人目[36][108]
- 200本塁打：2009年4月25日、対読売ジャイアンツ5回戦（東京ドーム）、9回表に豊田清から左越2ラン ※史上92人目
- 250本塁打：2010年8月1日、対阪神タイガース15回戦（阪神甲子園球場）、1回表に下柳剛から左越2ラン ※史上54人目
- 1500安打：2010年9月3日、対読売ジャイアンツ22回戦（ナゴヤドーム）、5回裏に内海哲也から左越2ラン ※史上106人目
- 300二塁打：2011年10月2日、対阪神タイガース24回戦（阪神甲子園球場）、7回表に藤原正典から左越二塁打 ※史上58人目
- 1500試合出場：2011年10月4日、対広島東洋カープ21回戦（ナゴヤドーム）、6番・左翼手として先発出場 ※史上173人目
- 3000塁打：2012年9月30日、対横浜DeNAベイスターズ23回戦（横浜スタジアム）、5回表に王溢正から左越3ラン ※史上51人目
- 350二塁打：2013年8月18日、対読売ジャイアンツ18回戦（東京ドーム）、3回表に菅野智之から右越二塁打 ※史上37人目
- 300本塁打：2014年4月8日、対東京ヤクルトスワローズ1回戦（ナゴヤドーム）、8回裏に真田裕貴から左越2ラン ※史上39人目
- 1000打点：2014年4月15日、対横浜DeNAベイスターズ2回戦（ナゴヤドーム）、4回裏に久保康友から左前2点適時打 ※史上41人目
- 2000安打：2015年6月11日、対千葉ロッテマリーンズ3回戦（QVCマリンフィールド）、2回表に植松優友から左翼線安打 ※史上45人目

その他の記録
- マツダスタジアム初の本塁打：2009年4月10日、対広島東洋カープ1回戦、2回表にコルビー・ルイスから左越ソロ
- 全球団から本塁打：2009年5月19日、対埼玉西武ライオンズ1回戦（県営大宮球場）、8回表に大沼幸二から左越決勝2ラン ※史上15人目

2004年限りで消滅した大阪近鉄を含む13球団からの本塁打は、史上5人目
- オールスターゲーム出場：6回（2003年、2004年、2005年、2008年、2010年、2012年）
- 月間MVP（打者による最年長記録）：42歳1か月（2014年7月）
- 2000安打達成者による生涯打率：.303 ※落合博満、長嶋茂雄に次ぐ右打者歴代3位
- セ・パ両リーグ1000安打：2015年8月16日、対読売ジャイアンツ20回戦（ナゴヤドーム）、4回表に大竹寛から右前安打 ※史上3人目
- 交流戦通算安打数304本 ※鳥谷敬に次ぐ歴代2位
- 開幕戦本塁打数7本 ※長嶋茂雄に次ぐ歴代2位

### 背番号
- 22（1997年 - 1999年）
- 5（2000年 - 2015年）
  - 55（2004年アテネ五輪）
- 75（2023年 - 2024年）

### 代表歴
- アテネオリンピック野球日本代表
- 2006 ワールド・ベースボール・クラシック日本代表

## 関連情報

### テレビ出演
- 第55回NHK紅白歌合戦（NHK総合・ラジオ第1） - アテネオリンピック出場とチームの日本一貢献から審査員として出演
- スタイルプラス（2016年4月3日 - 2019年9月、東海テレビ） - 東海地方のランチを食べ歩く「ワンダフルランチ」のリポーターとして出演。
- NHKプロ野球（2016年 - 2022年、2025年-、NHK総合・BS1） - 野球解説者
- サンデースポーツ（2016年4月 - 、NHK総合） - 野球解説者

### CM
- アーレックス（2012年 - ） - 前年から出演している山本昌、浅尾拓也とともに出演。
- 中日ドラゴンズ球団創立80周年記念CM（2016年）[109][110]

### 関連書籍
- 田崎健太著『ドラヨン：なぜドラフト4位はプロで活躍するのか？』（カンゼン、2019年、ISBN 9784862555298）